# Öckerö (đô thị)

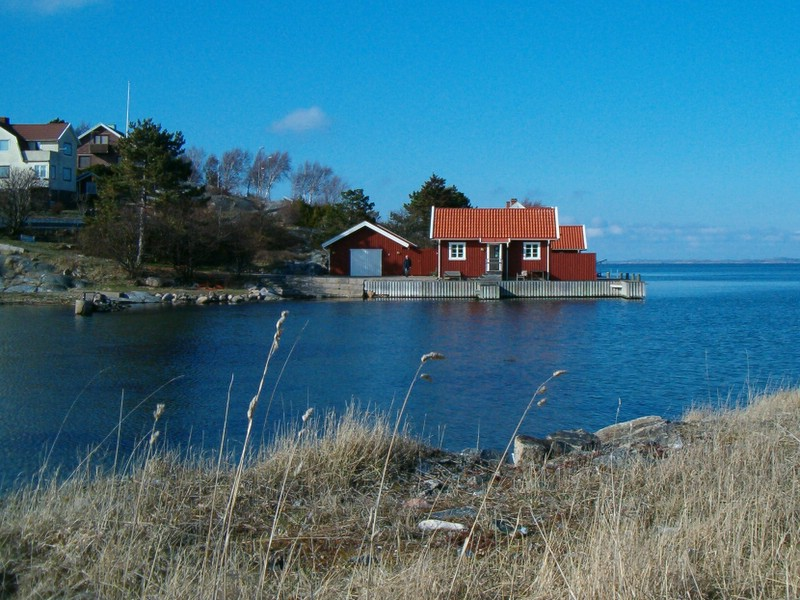
Đảo Hälsö

Đô thị Öckerö (Öckerö kommun) là một đô thị ở hạt Västra Götaland ở phía tây Thụy Điển. Thủ phủ nằm ở thị xã của Öckerö trên một hòn đảo chính cũng có tên Öckerö. Nó nằm ở cửa Biển Göteborg, cách thành phố Gothenburg khoảng 20 km về phía tây.
Đô thị này bao gồm các đảo trong quần đảo Gothenburg, nằm bên ngoài Gothenburg. Với diện tích 26,03 km² là một trong những đô thị có diện tích nhỏ nhất Thụy Điển.

## Du Lịch
Với vị trí ven biển, Öckerö là điểm đến hấp dẫn cho du khách. Có cảnh đẹp tự nhiên, bãi biển, và cơ hội tham gia các hoạt động ngoại ô như đi xe đạp, câu cá, và thậm chí làm du thuyền.
Đô thị này bao gồm 10 đảo. 
1. Björkö
2. Fotö
3. Grötö
4. Hyppeln
5. Hälsö
6. Hönö
7. Kalvsund
8. Källö-Knippla
9. Rörö
10. Öckerö